# Gonimbrasia fletcheri
Gonimbrasia fletcheri är en fjärilsart som beskrevs av Pierre Claude Rougeot 1960. Gonimbrasia fletcheri ingår i släktet Gonimbrasia och familjen påfågelsspinnare. Inga underarter finns listade i Catalogue of Life.